# Хармандарьян Гурген Іванович
Хармандарьян Гурген Ованесович (1893–1938) — лікар-рентґенолог, інженер-електрик та діяч охорони здоров'я в Україні вірменського походження, член-кореспондент Всеукраїнської Академії Наук .
Закінчив медичний факультет Харківського університету (1917) та Харківський електротехнічний інститут (1932). 
З 1923 керівник Українського рентґено-радіологічного інституту в Харкові. Одночасно завідувач відділу транспортної медицини. З 1928 завідувач кафедри рентґенології Харківського медичного інституту. З початку 30-их pp. заступник Наркома охорони здоров'я УССР та головний державний санітарний інспектор УССР. 
Заснував в Україні низку онкологічних диспансерів та багато рентґенологічних кабінетів. Один з головних засновників журналу «Вопросы онкологии» та організатор І Всесоюзного з'їзду онкологів (Харків, 1931); Автор 46 наукових праць, присвячених головним чином рентґено-діягностиці та організації рентґенологічної допомоги населенню, у тому числі 2 монографії. 1937 заарештований, 1938 розстріляний органами НКВД. Після смерті Сталіна реабілітований.